# Gustavsmurarna
Gustavsmurarna är ett naturreservat i Gävle kommun i Gävleborgs län.
Området är naturskyddat sedan 1993 och är 72 hektar stort. Reservatet består av myrmark med sumpskogar uppe i nordväst. Gran växer i utkanten och tall och lövträd på myren.